# Louis François
Louis François (n. 24 iulie 1906, Lavaveix-les-Mines, Limousin, Franța – d. 15 noiembrie 1986, Donnemarie-Dontilly⁠(d), Île-de-France, Franța) a fost un luptător ce a reprezentat Franța, medaliat olimpic. A participat la o ediție a Jocurilor Olimpice (1932) în care a câștigat o medalie de bronz.

## Participări
Lista de mai jos prezintă principalele competiții la care a participat Louis François de-a lungul carierei.
- wrestling at the 1932 Summer Olympics – men's Greco-Roman bantamweight[*]